# Ira Newborn
Ira Newborn, född 26 december 1949 i New York, är en amerikansk musiker, skådespelare, orkesterledare och kompositör. Han är mest känd som kompositör av filmmusik.
Bland de filmer Newborn har skrivit musik till märks Födelsedagen, Drömtjejen, Fira med Ferris, Uncle Buck, Raka spåret till Chicago, Mallrats, och Den galopperande detektiven. Han arbetade ofta med regissören John Hughes. 
Antagligen är Newborn mest känd för sitt arbete med musiken till filmserien Den nakna pistolen. Han komponerade även musiken till seriens föregångare, Police Squad!, från 1982.
Newborn har arbetat med en rad artister, däribland Ray Charles, Diana Ross, Billy Joel och The Pointer Sisters.